# Dustin Kensrue
Dustin Michael Kensrue (* 18. November 1980 in Irvine, Orange County) ist ein amerikanischer Sänger, Songwriter und Gitarrist. Er ist in der Post-Hardcore-Band Thrice sowie als Solokünstler tätig.

## Persönliches
Kensrue ist verheiratet und hat drei Kinder. Auf dem linken Handgelenk trägt er ein Tattoo, welches ein Zitat aus der Bibel auf Hebräisch beinhaltet. Er engagiert sich sehr für das Weltgeschehen und unterstützt wohltätige Organisationen. Am 23. April 2010 musste er die Tour seiner Band Thrice und Manchester Orchestra vorzeitig verlassen, da bei seinem Vater Doug Kensrue ein Hirntumor diagnostiziert wurde.

### Songwriter
Kensrue schreibt die Texte der Songs, die er mit Thrice oder auch während seines Soloprojekts spielt, stets selbst. Er empfindet sie als sehr persönlich. Er lässt gerne zynische oder sarkastische Textpassagen miteinfließen um auf einem „interessanten Weg auf das Thema hinzuweisen“, wie er selbst sagt. So lautet beispielsweise eine Textpassage aus dem Album they are sick/they are poor/and they die by the thousands and we look away. Damit möchte er auf weltliche Probleme hinweisen. Bei seiner Arbeit als Songwriter lässt sich Kensrue vor allem von Büchern inspirieren. So stammt der Titel des Thrice Albums The Artist In The Ambulance aus einer Textpassage aus Burn Collector von Al Burian.

### Soziales Engagement
Einen Teil des Erlöses aus dem Plattenverkauf seiner Alben bzw. der Alben von Thrice spendet er an wohltätige Organisationen. Dies tut er nach eigenen Aussagen, weil nicht jeder auf der Welt das Glück hatte, welches er hatte. Dies zu erkennen, aber nichts dagegen zu tun, hält er für falsch. Trotz relativ geringer Einnahmen aus der Albenkombination The Alchemy Index spendete die Band weiterhin einen Teil der Einnahmen.
Begonnen hat das Engagement der Band während ihrer Zeit beim Label Sub City Records. Dort verpflichtete man sich dazu einen Teil der Einnahmen an wohltätige Organisationen zu spenden. Als die Band sich im Guten von Sub City Records trennte und zu Island Records wechselte, machte Kensrue bereits bei den Vertragsverhandlungen klar, dass die Band an diesem Grundsatz festhalten wolle.

## Musikalischer Werdegang
Im Jahre 1998 gründete Kensrue gemeinsam mit Teppei Teranishi die Band Thrice. Zu Beginn hatte die Band keinen größeren kommerziellen Erfolg, weshalb ihnen die Chance auf große Auftritte verwehrt blieb. 2000 brachte die Band ihr erstes Album Identity Crises auf dem Label Greenflag Records heraus. 2001 wurde das Label Sub City Records auf die Band aufmerksam und nahm sie unter Vertrag. Daraufhin wurde das Album Identity Crises wiederveröffentlicht und Thrice hatte die Chance auf größere Auftritte als Vorband von Samiam.
Nach dem Erscheinen des Thrice-Albums Vheissu beschritt Kensrue neue Pfade neben der Band und begann mit einer Solokarriere. Daraus resultierte das Album Please Come Home. Im Jahr 2008 veröffentlichte Kensrue das Album This Good Night Is Still Everywhere, welches aber nur bei Amazon als Download erhältlich ist.

## Diskografie
- 2007: Please Come Home
- 2008: This Good Night Is Still Everywhere
- 2012: Grace Alone EP
- 2013: The Water and the Blood
- 2015: Carry the Fire
- 2016: Thoughts That Float on a Different Blood

### Mit Thrice
- 1998: First Impressions EP
- 2000: Identity Crisis
- 2002: The Illusion of Safety
- 2003: The Artist in the Ambulance
- 2005: Vheissu
- 2005: If We Could Only See Us Now (CD/DVD)
- 2006: Red Sky EP
- 2007: The Alchemy Index Vols. I & II - Fire & Water
- 2008: The Alchemy Index Vols. III & IV - Air & Earth
- 2008: Come All You Weary EP
- 2008: The MySpace Transmissions EP
- 2009: Beggars
- 2011: Major/Minor
- 2016: To Be Everywhere Is To Be Nowhere
- 2018: Palms
- 2021: Horizons / East